# (10684) Babkina
(10684) Babkina (1980 RV2) – planetoida z grupy pasa głównego asteroid okrążająca Słońce w ciągu 3,29 lat w średniej odległości 2,21 j.a. Odkryta 8 września 1980 roku.